# 孔鳳路
孔鳳路（Kongfong Rd.）為高雄市小港區的一般道路，東起於高鳳路口，呈Y字分岔，分別銜接孔宅街、孔宅新路，於桂陽路、孔鳳路455巷口轉為南北向，北止於中安路口銜接鳳頂路，是往來小港區及鳳山區的主要道路之一。

## 行經行政區域
- 小港區

## 沿線設施
（由南至北）
- 高雄市立明義國中
- 高雄市私立真愛龍之堡幼兒園
- 如意檀香股份有限公司
- 寶雅小港孔鳳店
- 台灣大哥大高雄桂林孔鳳直營服務中心
- 大樹連鎖藥局小港孔鳳店
- 7-ELEVEN桂安門市
- 7-ELEVEn高桂門市
- 101文具天堂高雄桂林孔鳳店
- 台灣中油桂林加油站

## 相關連結
- 高雄市主要道路列表